# Caracas Fútbol Club
El Caracas Fútbol Club és un club de futbol veneçolà de la ciutat de Caracas.

## Història
El club va ser fundat el 1967 per José Berascasa però desaparegué poc després. Posteriorment un grup liderat per Andrea Ippolito, Vito Ippolito, Oswaldo Merchan, Guillermo López i Luis Slato fundaren un club anomenat Yamaha FC, que participà a l'Asociación Mirandina de Fútbol el 1976. L'any 1983 el club ingressà a l'Asociación de Fútbol del Distrito Federal. Un any més tard es refundà amb el nom de Caracas-Yamaha i ingressà a la segona divisió professional. El club guanyà el campionat i ingressà a primera divisió. Amb l'ascens decidí canviar el nom i s'anomenà Caracas Fútbol Club.
És el club amb més títols del país. El seu sobrenom, Los Rojos del Ávila, fa referència al color de la seva samarreta i a una muntanya propera a Caracas anomenada Cerro El Ávila.

## Palmarès
- Lliga veneçolana de futbol:[1]
  - 1992, 1994, 1995, 1997, 2001, 2003, 2004, 2006, 2007, 2009, 2010, 2019
- Segona divisió veneçolana de futbol: 
  - 1984 (Caracas - Yamaha)
- Copa veneçolana de futbol:[2]
  - 1988, 1992, 1994
- Copa República Bolivariana de Veneçuela: 
  - 2001

## Futbolistes destacats
- Andreé González
- Gerson Diaz
- Juan Arango
- Ronald Vargas
- Juan García
- Alejandro Guerra
- Giovanni Savarese
- César Baena
- Noel Sanvicente
- José Manuel Rey
- César González
- Gabriel Miranda
- Deivis Barone
- Wilson Carpintero
- Weymar Olivares
- Iván Velázquez
- Juan Carlos Letelier
- Gamadiel García
- Juan Cominges
- Paul Cominges
- Roberto Silva
- Andreas Voegeler
- Ibrahim Salizu